# Bibliografija Julesa Vernea
Jules Verne (1828. – 1905.) bio je francuski romanopisac, pjesnik i dramatičar. Najpoznatiji je po svojem nizu romana Neobična putovanja. Verne je također pisao razne kratke priče, kazališne komade, razne romane, eseje i poeziju. Njegova su djela značajna po izrazitom utjecaju na znanstvenu fantastiku i na nadrealizam, inovativnoj upotrebi modernističkih literarnih tehnika poput samoreferiranja, i njihove kompleksne kombinacije pozitivističkih i romantičkih ideologija.

## Neobična putovanja
Neobična putovanja (francuski: Voyages extraordinaires) niz je od ukupno 62 romana Julesa Vernea. Prvih 54 romana, objavljeni su od 1863. do 1905. godine, za vrijeme života Julesa Vernea. Preostalih 8 romana objavljeni su posmrtno, od 1905. do 1919. godine. Njih je napisao i prepravio Michel Verne. Roman Putovanja i pustolovine kapetana Haterrasa, treći roman Julesa Vernea, prvi je roman s oznakom Neobična putovanja.
Slijedi popis romana koji su objavljeni tijekom života Julesa Vernea. Za godinu objavljivanja uzeta je godina kada je roman prvi put objavljen u obliku knjige.  
1. Pet tjedana u balonu (Cinq semaines en ballon, 1863.)
2. Putovanja i pustolovine kapetana Haterrasa (Voyages et aventures du capitaine Hatteras, 1866.)
3. Put u središte Zemlje (Voyage au centre de la Terre, 1864., prerađeno 1867.)
4. Od Zemlje do Mjeseca (De la terre à la lune, 1865.)
5. Djeca kapetana Granta (Les Enfants du capitaine Grant, 1867. – 1868.)
6. 20.000 milja pod morem (Vingt mille lieues sous les mers, 1869. – 1870.)
7. Oko Mjeseca (Autour de la lune, 1870.)
8. Ploveći grad (Une ville flottante, 1871.)
9. Doživljaji trojice Rusa i trojice Engleza u Južnoj Africi (Aventures de trois Russes et de trois Anglais dans l'Afrique australe, 1872.)
10. Zemlja krzna (Le Pays des fourrures, 1873.)
11. Put oko svijeta u osamdeset dana (Le Tour du monde en quatre-vingts jours, 1873.)
12. Tajanstveni otok (L'Île mystérieuse, 1874. – 1875.)
13. Chancellor (Le Chancellor, 1875.)
14. Carev glasnik (Michael Strogoff, 1876.)
15. Putovanje na kometu (Hector Servadac, 1877.)
16. Podzemni grad (Les Indes noires, 1877.)
17. Petnaestogodišnji kapetan (Un capitaine de quinze ans, 1878.)
18. Pet stotina milijuna Rani Begum (Les Cinq Cents Millions de la Bégum, 1879.)
19. Nevolje jednog Kineza u Kini (Les Tribulations d'un chinois en Chine, 1879.)
20. Parna kuća (La Maison à vapeur, 1880.)
21. Jangada (La Jangada, 1881.)
22. U školi Robinzona (L'École des Robinsons, 1882.)
23. Zelena zraka (Le Rayon vert, 1882.)
24. Tvrdoglavi Keraban (Kéraban-le-têtu, 1883.)
25. Južna zvijezda (L'Étoile du sud, 1884.)
26. Otočje u plamenu (L'Archipel en feu, 1884.)
27. Matijaš Sandorf (Mathias Sandorf, 1885.)
28. Lutrijski listić (Un billet de loterie, 1886.)
29. Robur osvajač (Robur-le-Conquérant, 1886.)
30. Sjever protiv juga (Nord contre Sud , 1887.)
31. Put za Francusku (Le Chemin de France, 1887.)
32. Dvogodišnji praznici (Deux Ans de vacances , 1888.)
33. Bezimena obitelj (Famille-sans-nom, 1889.)
34. Kupovina Sjevernog pola (Sans dessus dessous, 1889.)
35. Cesar Cascabel (César Cascabel, 1890.)
36. Gospođa Branican (Mistress Branican, 1891.)
37. Dvorac u Karpatima (Le Château des Carpathes, 1892.)
38. Claudius Bombarnac (Claudius Bombarnac, 1892.)
39. Mali dobričina (P’tit-Bonhomme, 1893.)
40. Čudesni doživljaji kapetana Antifera (Mirifiques Aventures de Maître Antifer, 1894.)
41. Ploveći otok (L'Île à hélice, 1895.)
42. Pozdrav zastavi (Face au drapeau, 1896.)
43. Clovis Dardentor (Clovis Dardentor, 1896.)
44. Ledena sfinga (Le Sphinx des glaces, 1897.)
45. Veličanstveni Orinoco (Le Superbe Orénoque, 1898.)
46. Oporuka jednog ekscentrika (Le Testament d'un excentrique, 1889.)
47. Druga domovina (Seconde Patrie, 1900.)
48. Selo u zraku (Le Village aérien, 1901.)
49. Što nam priča Jean Marie Cabidoulin (Les Histoires de Jean-Marie Cabidoulin, 1901.)
50. Braća Kip (Les Frères Kip, 1902.)
51. Putnička stipendija (Bourses de voyage, 1903.)
52. Drama u Livoniji (Un drame en Livonie, 1904.)
53. Gospodar svijeta (Maître du monde, 1904.)
54. Invazija mora (L'Invasion de la mer, 1905.)

Slijedi popis romana koji su objavljeni nakon smrti Julesa Vernea. Njih je ekstenzivno mijenjao, a u nekim slučajima u potpunosti napisao Julesov sin Michel Verne.
- Svjetionik na kraju svijeta (Le Phare du bout du monde, 1905.)
- Zlatni vulkan (Le Volcan d’or, 1906.)
- Putnička agencija Thompson (L’Agence Thompson and Co, 1907.)
- Lov na meteor (La Chasse au météore, 1908.)
- Dunavski peljar (Le Pilote du Danube, 1908.)
- Preživjeli s broda „Jonathan” (Les Naufragés du "Jonathan", 1909.)
- Tajna Wilhelma Storitza (Le Secret de Wilhelm Storitz, 1910.)
- Čudnovata pustolovina misije Barsac (L’Étonnante Aventure de la mission Barsac, 1919.)

## Ostali romani
- Putovanje u Englesku i Škotsku (Voyage en Angleterre et en Ecosse, 1860., prvi put objavljeno 1989.)
- Pariz u XX. stoljeću (Paris au XXe siècle, 1863., prvi put objavljeno 1994.)

## Kratke priče

### Objavljene za vrijeme Verneovog života
- Drama u Meksiku (Un drame au Mexique, 1851.)
- Putovanje balonom (Un drame dans les airs, 1851.)
- Martin Paz (Martin Paz, 1852.)
- Majstor Zacharius ili urar koji je izgubio dušu (Maître Zacharius, 1854.)
- Zima u ledu (Un hivernage dans les glaces, 1855.)
- Grof od Chanteleinea (Le Comte de Chanteleine, 1864.)
- Blokada (Les Forceurs de blocus, 1871.)
- Ideja doktora Oxa (Une fantaisie du Docteur Ox, 1872.)
- Idealni grad (Une ville idéale, 1875.)
- Pobuna na brodu „Bounty” (Les révoltés de la Bounty, 1879. s Gabrielom Marcelom)
- Deset sati u lovu (Dix heures en chasse, 1881.)
- Frritt-Flacc (Frritt-Flacc, 1884.)
- Gil Braltar (Gil Braltar, 1887.)
- U 29. stoljeću: Dan u životu američkog novinara u 2889. godini (La Journée d'un journaliste américain en 2889, 1889.)
- Štakorska obitelj (Aventures de la famille Raton, 1891.)
- Gospodin Dis i gospođica Es (Monsieur Ré-Dièze et Mademoiselle Mi-Bémol, 1893.)

### Objavljene nakon Verneovog života
- Pierre-Jean (Pierre-Jean, objavio ga je Michel Verne 1910. u izrazito prerađenom obliku kao La destinée de Jean Morénas)
- Vjenčanje gospodina Anselma des Tilleulsa (Le Mariage de M. Anselme des Tilleuls)
- San Carlos (San Carlos)
- Prijevara (Le Humbug, 1910.)
- Edom (Edom, s Michelom Verneom, kratku priču objavio je Michel 1910. godine kao Vječni Adam, na francuskom L'Éternel Adam)

## Nefikcijske knjige
- Géographie illustrée de la France et de ses colonies
- Découverte de la Terre: Histoire générale des grands voyages et des grands voyageurs
- Grands Navigateurs du XVIIIe siècle
- Les voyageurs du XIXe siècle

## Eseji
- Portraits d'artistes. XVIII (1857.)
- Salon de 1857 (1857.)
- A propos du Géant (1863.)
- Edgar Poe et ses œuvres (1864.)
- Les méridiens et le calendrier (1873.)
- 24 minutes en ballon (1873.)
- Note pour l’affaire J. Verne contre Pont Jest (1876.)
- Souvenirs d’enfance et de jeunesse (1890.)

## Kazališni komadi
- Les Pailles rompues (1850.)
- Monna Lisa (1852.)
- Le Colin-Maillard (1853., s Michelom Carréom i Aristideom Hignardom)
- Un Fils adoptif (1853., s Charlesom Wallutom)
- Les Compagnons de la Marjolaine (1855., s Carréom i Hignardom)
- Monsieur de Chimpanzé (1858., s Carréom i Hignardom)
- L’Auberge des Ardennes  (1860., s Carréom i Hignardom)
- Onze jours de siège (1861., s Wallutom i Victorienom Sardouom)
- Un neveu d’Amérique (1873., s Wallutom i Édouardom Cadolom)
- Le Tour du monde en 80 jours (1874., s Adolpheom d'Enneryjem)
- Les Enfants du capitaine Grant (1878., s d'Enneryjem)
- Michel Strogoff (1880.)
- Voyage à travers l'impossible (1882.)
- Kéraban-le-têtu (1883.)

## Vanjske poveznice
- The Complete Jules Verne Bibliography  Arhivirana inačica izvorne stranice od 25. svibnja 2020. (Wayback Machine) with notes and research by leading Verne scholars
- Jules Verne – Bibliografske stranice  Arhivirana inačica izvorne stranice od 20. veljače 2020. (Wayback Machine)